# نخستین آموزه (فیلم)
نخستین آموزه (به زبان مالایالم:Aadhya Paadam) فیلمی محصول سال ۱۹۷۷ و به کارگردانی آدور باسی است. در این فیلم بازیگرانی همچون شیلا، سری دوی، کمال حسن، جایان، جاگاتی اسریکومار ایفای نقش کرده‌اند.